# A Viuvinha
A Viuvinha é o terceiro romance do escritor brasileiro José de Alencar, publicado parcialmente em 1857. Atualmente, esta obra encontra-se sob domínio público. O romance insere-se entre os chamados romances urbanos, que retratam os costumes da sociedade carioca da época Congresso.
O romance foi publicado parcialmente na forma de folhetim no Diário do Rio de Janeiro entre janeiro e fevereiro de 1857. A primeira edição integral da obra veio a ser publicado somente em 1860 pela tipografia do Correio Mercantil, quando saiu em volume juntamente com a segunda edição de Cinco minutos.

## Estilo
Apesar de ser considerado escrito no formato de carta, o autor da missiva não somente conta a história em terceira pessoa - não tendo participação nos eventos - como ainda exerce a função de narrador onisciente e onipresente.

## Sinopse
No Rio de Janeiro de 1844, dois jovens se apaixonam, Jorge e Carolina. Jorge era rico, o herdeiro de uma fortuna deixada pelo pai, mas ao tomar posse da riqueza, não sabe administrá-la e perde tudo em jogos e diversões. Quando conhece Carolina de quem fica noivo, já está falido e deve muito dinheiro a várias pessoas,  então começa seu drama: se romper o noivado, deixará Carolina em situação ruim e com sua reputação prejudicada. Ele então resolve se casar para logo depois cometer suicídio. Na noite de núpcias, dá a Carolina uma bebida que a faz cair num sono profundo e vai embora de casa, intentando suicidar-se numa praia deserta, nesse momento, a história é interrompida com cenas de cinco anos mais tarde, quando Jorge adota uma identidade falsa para conseguir se recuperar financeiramente e então voltar a ser Jorge.

## Personagens
- Carolina: forma junto com Jorge o casal protagonista de A Viuvinha, é jovem, perfil suave e delicado, olhos negros e brilhantes, cílios longos, tranças que realçavam sua fronte pura, rica e apaixonada.
- Jorge: jovem que já foi muito rico e agora se mostrara simples nos atos e na existência.
- Dona Maria: mãe de Carolina, boa senhora de idade, viúva que se sentia solitária.
- Sr. Almeida: negociante, ex-tutor de Jorge, velho de têmpera antiga, calvo, com energia no caráter, vivacidade no olhar e porte firme.